# Luca Mazzà
Luca Mazzà (Roma, 19 gennaio 1962) è un giornalista italiano già direttore del TG3, di Radio 1 e del Giornale Radio Rai.

## Biografia
Le sue prime esperienze lavorative le ebbe in Ore 12 Il Globo e presso la redazione dell'ANSA. Ha altresì lavorato per i quotidiani Milano Finanza e Italia Oggi.
In seguito entra in Rai, nel 1991, come responsabile redazione economica del GR1.
Tra le varie cariche ricoperte in Rai: vicedirettore di Rai 3; caporedattore centrale di Rai Sport; responsabile del talk politico Ballarò (lascia quest'ultimo incarico in forte dissenso con il conduttore Massimo Giannini; il programma verrà chiuso dai vertici della tv di Stato nel 2016), responsabile dei programmi Agorà e Mi manda Raitre.
Dopo essere stato anche vicedirettore di Rai Parlamento, è stato poi responsabile della redazione economica del TG3 (qui ha condotto le edizioni pomeridiane e notturne) e capo redattore sempre di questo telegiornale.
Il 10 dicembre 2016 gli è stato conferito il Premio Sulmona di giornalismo.

### Direttore: TG3, Rai Radio 1 e Giornale Radio Rai
Il 6 agosto 2016 viene nominato direttore del telegiornale della terza rete Rai (subentrando alla giornalista Bianca Berlinguer) dall'amministratore delegato Antonio Campo Dall'Orto, incarico ricoperto fino al 30 ottobre 2018, quando in seguito alla nomina a direttore di Rai Radio 1 e del Giornale Radio Rai viene sostituito da Giuseppina Paterniti Martello alla guida del telegiornale.
Ricoprirà l'incarico di direttore di Radio 1 e dei GR fino al 15 maggio 2020.
È direttore per il Contratto di Servizio e Progetti Strategici Connessi della Rai e conduce il programma Punti di vista, in studio con il giornalista Mattia Iovane, per Rai Italia e Rai 2.

## Controversie
La sua nomina alla direzione del TG3 ha scatenato forti polemiche politiche e sollevato critiche da parte dei partiti di opposizione contro Matteo Renzi. A detta di costoro la sostituzione di Bianca Berlinguer con Mazzà sarebbe avvenuta per allineare il TG3 alla linea politica del governo Renzi.
Il premier Matteo Renzi dal canto suo ha escluso ogni sua ingerenza nelle nomine.